# Mont-Saint-Remy
Mont-Saint-Remy – miejscowość i gmina we Francji, w regionie Grand Est, w departamencie Ardeny. Nazwa miejscowości pochodzi od imienia św. Remigiusza.
Według danych na rok 1990 gminę zamieszkiwało 45 osób, a gęstość zaludnienia wynosiła 6 osób/km².